# Peszmi i réd
Peszmi i réd (Pesmi in red) je majhna pesmarica in ceremoniar v prekmurščini od Aleksandra Terplana iz leta 1856.
Aleksander Terplan je bil redni duhovnik luteranske cerkve v Puconcih od 1844 do svoje smrti. Veliko je delal za izboljševanje gospodarskega stanja cerkvene občine, ki je po njegovi težnji doživela razcvet. Tudi je dal ponoviti cerkev, ki ji je stolp bil prekrit s pločevino in je bilo sezidano tudi gospodarsko poslopje.
Terplanova pesmarica je drobna knjižnica, ki šteje osem strani in vsebuje deset kratkih hvalnic ter pravilo o cerkvenem delovanju v prekmurskem jeziku. Pesmi so bile namenjene priložnosti posvetitve ponovljene cerkve v Puconcih, zaradi tega knjižica ni bila večkrat ponatisnjena. Popoln naslov: Peszmi i réd pri poszvecsüvanyi ponovlene evangelicsanszke czérkvi püczonszke. Knjigo so natisnili v Gradcu na avstrijskem Štajerskem.
Terplanova pesmarica nima posebne kulturne pomembnosti, zato ni bila deležna posebne obravnave s strani literarnih zgodovinarjev. Ima le moralen pomen, ker predstavi Terplanovo osebno občutenje v ponosu in veselju ob pogledu ponovljene puconske cerkve. To veliko delo pa je bilo okronano s tole knjižnico v domačem jeziku.
IV.
Po szlovenszkoj predgi.

Oh dnésnyi áldov gorécsi

Bôg tebi priéten boj

Tí szlísaj glász szrc molécsi

Gda te zové národ tvoj:

Szkrbi tvojoj porocsena

Boj Hi'za tá poszvecsena,

I v-prísesztnom vrêmeni.